# Renault Voiturette
O Renault Voiturette foi o primeiro automóvel produzido pela Renault, foi fabricado entre 1898 e 1903. O nome foi usado por cinco modelos.

## Voiturette Type A
O primeiro Voiturette foi projetado pelo criador do fabricante Louis Renault em 1898. O primeiro Voiturette foi vendido a um amigo do pai de Louis após estar passeando com Louis pela Rua Lepic em 24 de dezembro de 1898. Outros 12 carros foram vendidos naquela noite. A principal razão de ter vendido o carro foi a incrível habilidade do carro subir ruas sem qualquer dificuldade e sua economia de combustível. O carro montado com um motor De Dion-Bouton de um cilindro, o que lhe permitiu atingir uma velocidade máxima de 32 km/h (20 mp/h).

## Voiturette Type B
O Tipo B foi basicamente o mesmo Voiturette. No entanto, a diferença foi o aspecto do carro, incluindo um teto e duas portas. Louis Renault inventou o Sedan em 1899.

## Voiturette Type C
O Tipo C foi o primeiro carro com capacidade para quatro passageiros, da Renault. Depois de várias modificações mecânicas e físicas, o carro foi lançado em 1900. O carro foi apresentado em 1900 no Paris Motor Show em Paris, apresentando pela primeira vez a Renault Frères como um fabricante de automóveis.

## Voiturette Type D/E/G
O Tipo D e E Voiturette foram semelhantes aos do Tipo C, mas com algumas diferenças, principalmente o motor 5CV atualizado. O tipo D foi idêntico ao Tipo C com exceção do teto retrátil e o Tipo E mostrou um teto mais longo do que o do tipo B, mas sem qualquer porta. O Tipo G utilizou o mesmo chassi e carroceria do Tipo D e E, mas com um motor atualizado.